# غيل ميلر
غيل ميلر (بالإنجليزية: Gail Miller)‏ هي لاعبة كرة الماء أسترالية، ولدت في 30 نوفمبر 1976 في كانبرا في أستراليا.

## وصلات خارجية
- غيل ميلر على موقع الاتحاد الدولي للسباحة (الإنجليزية)
- غيل ميلر على موقع اللجنة الأولمبية الدولية (الإنجليزية)
- غيل ميلر على موقع أوليمبيديا (الإنجليزية)
- غيل ميلر على موقع اللجنة الأولمبية الأسترالية (الإنجليزية)